# Abu Dhabi Investment Authority Tower
De Abu Dhabi Investment Authority Tower, ook bekend als de ADIA Tower, is een wolkenkrabber in Abu Dhabi, VAE. Het door Kohn Pedersen Fox Associates ontworpen gebouw is 185 meter hoog en telt naast 40 bovengrondse verdiepingen, ook 2 ondergrondse etages. Het heeft een totale oppervlakte van 73.000 vierkante meter en telt 13 liften. De bouw van de wolkenkrabber door Samsung Engineering & Construction begon in 2001 en eindigde in 2006.